# Spring Mill (Kentucky)
Pour les articles homonymes, voir Spring Mill.
Spring Mill est une ville américaine située dans le comté de Jefferson, dans le Kentucky. Selon le recensement de 2020, sa population est de 294 habitants.